# Archicofradía del Rosario (Salamanca)
La Real y Pontificia Archicofradía Sacramental de María Santísima Madre de Dios del Rosario, nazarenos de Ntro. Padre Jesús de la Redención en la Institución de la Sagrada Eucaristía, María Stma. del Dulce Nombre, San Juan Evangelista y San Pío V es una hermandad de gloria y penitencia de Salamanca (España). Su desfile procesional letífico con la imagen de la Virgen del Rosario tiene lugar el sábado posterior a 7 de octubre y acude a la Santa Iglesia Basílica Catedral haciendo adoración al Santísimo. La procesión de penitencia se realiza el Sábado de Pasión con N. P. Jesús de la Redención. La hermandad tiene como sede canónica el Convento de San Esteban, exponiéndose sus imágenes en la primera capilla del lado del evangelio.

## Emblema
El escudo de la archicofradía está formado por una cartela renacentista en color broncíneo y fondo en gules. En su parte superior corona la Tiara Pontifical, con sus colores, símbolo que representa a San Pío V. En el centro, la Sagrada Custodia en oro, representando el carácter sacramental. A ambos lados se muestran dos óvalos, el de la derecha acogiendo el anagrama de María en dorado sobre fondo azur bajo una corona real y una media luna, todos ellos motivos de la Santísima Virgen. El de la izquierda acoge el escudo dominico, en sus colores, mostrando así el carácter dominicano de la cofradía y la Sede Canónica. Bajo la Custodia se encuentra un perro con una antorcha, símbolo de Santo Domingo. En la parte inferior del escudo, una filacteria presenta el lema de la cofradía: "Contemplad a Cristo con los ojos de María". En un segundo plano, y recorriendo el perímetro del escudo un rosario en plata con los misterios en forma de estrella, el cual remata la parte inferior del escudo con la cruz.

## Historia
La fundación de la Cofradía del Rosario en Salamanca no está documentada. Se cree que tuvo un origen hospitalario anterior al siglo XV aunque se desconoce cuándo adquirió la denominación rosariana. La primera alusión documentada a la cofradía corresponde a 1534, en el testamento de María Téllez, que disponía que el día de su entierro muñiese la Cofradía del Rosario, de la que era cofrade.
En 1581 por mandato de Felipe II los hospitales de la ciudad fueron reorganizados, quedando solo activo el Hospital General de la Santísima Trinidad. Con la supresión del Hospital del Rosario, la cofradía encargada de su cuidado pasó a establecerse en el Convento de San Esteban.

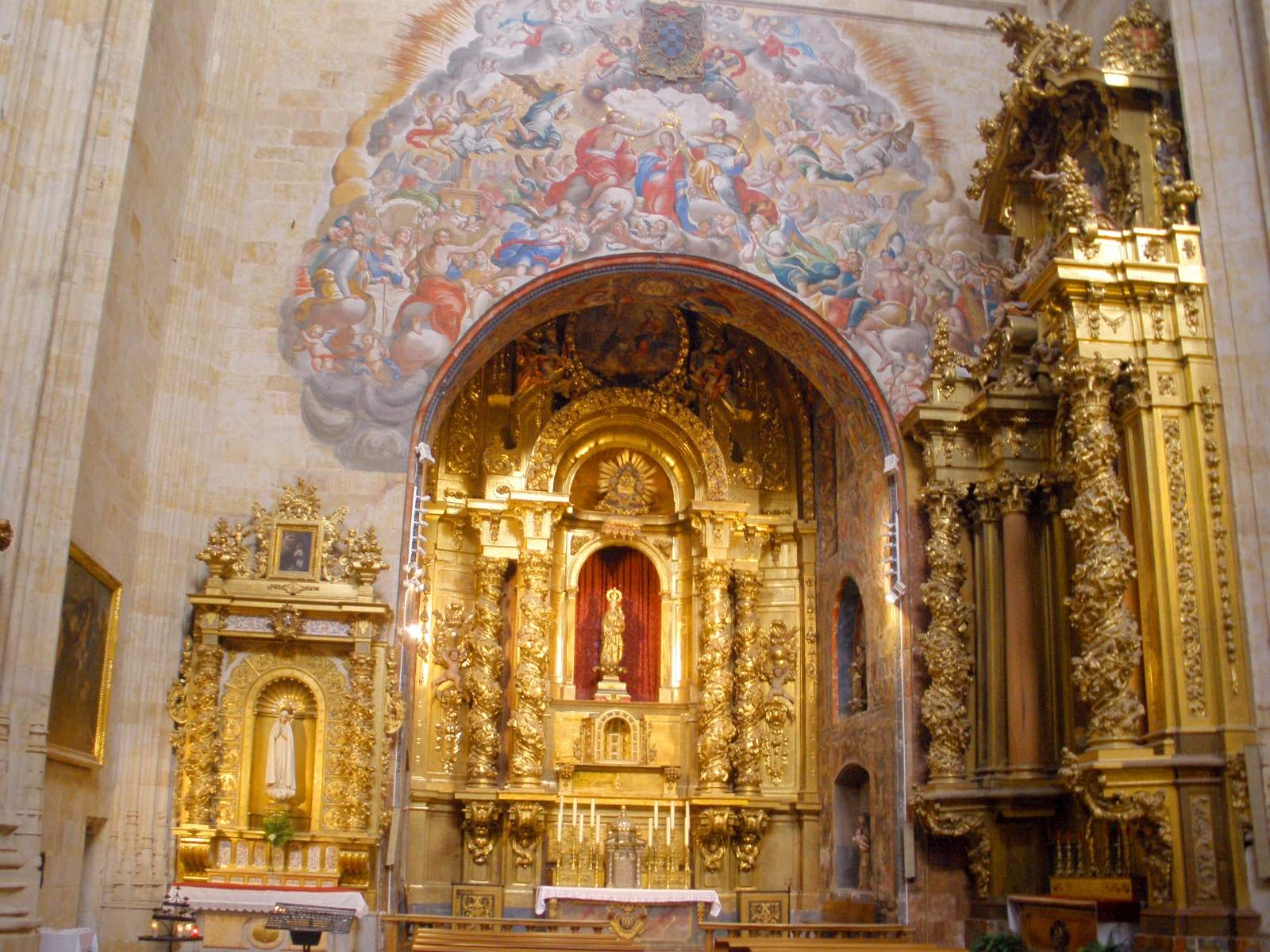
Capilla del Rosario con la imagen donada por Pío V.

Durante los siguientes siglos la Cofradía del Rosario se mantuvo como una de las cofradías más importantes de la ciudad. Entre sus cofrades se contaban insignes vecinos de Salamanca, destacando los Caballeros Veinticuatro, y tenía entre sus mayordomos a personajes relevantes como el impresor Alejandro de Cánova en el siglo XVI o Joaquín de Churriguera en el siglo XVIII. Prueba de la importancia histórica de la cofradía son las obras realizadas en la capilla de la Virgen del Rosario que se encuentra en el brazo norte del crucero de la iglesia de San Esteban. Entre 1617 y 1618 Antonio Villamor realizó las pinturas al fresco con los misterios del Rosario y la coronación de la Virgen, sufragadas por los mayordomos de la cofradía. Posteriormente la cofradía encargó para la misma capilla el retablo realizado por José de Churriguera al estilo del altar mayor y finalizado en 1694, en el que se colocó la talla de Virgen del Rosario donada al convento por el papa Pío V.
En el último tercio del siglo XX la cofradía, como el resto de hermandades de penitencia y gloria de la ciudad, entró en un periodo de crisis, cesó su actividad y la procesión por las inmediaciones de San Esteban se perdió. Los frailes dominicos siguieron realizando la novena y procesión claustral con la imagen regalada por Pío V al convento. En 2003, año dedicado al Santo Rosario por Juan Pablo II, se recuperó la procesión externa gracias a la colaboración de la Hermandad Dominicana del Cristo de la Buena Muerte con la comunidad dominica.

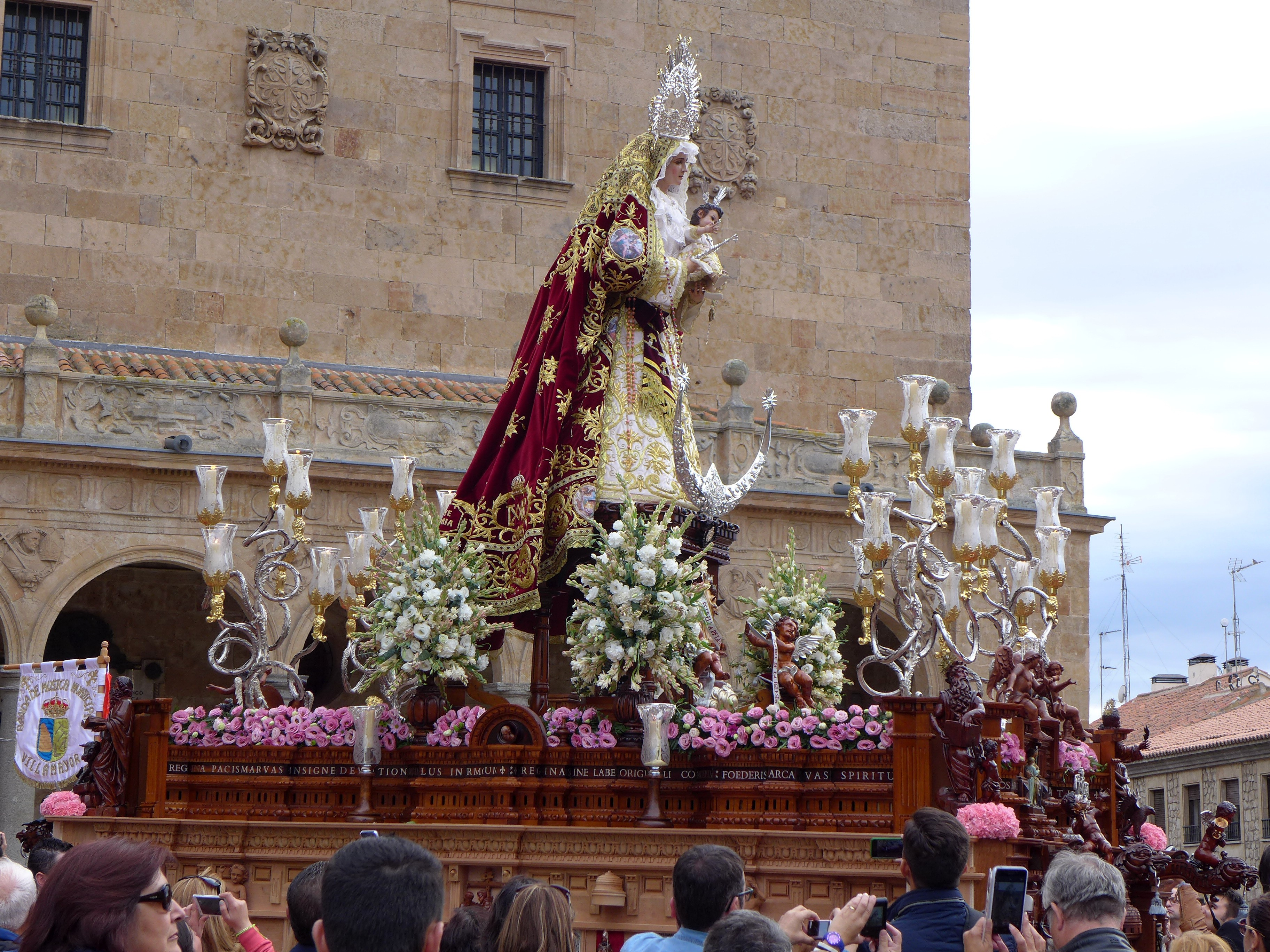
Paso de María Santísima Madre de Dios del Rosario.

En 2009 la comunidad de San Esteban reorganizó la inactiva cofradía con el título de Real y Pontificia Archicofradía Sacramental de María Santísima Madre de Dios del Rosario y San Pío V, que desde ese momento organiza todos los cultos a Ntra. Sra. del Rosario e inició los trámites para la aprobación de la rama penitencial de la cofradía. En 2011 la archicofradía recibió la obra Nuestro Padre Jesús de la Redención, pensado para presidir el grupo de la Sagrada Cena, realizada por Luis Sergio Torres Romero, que no llegó a bendecirse. Posteriormente la Archicofradia anunció el encargo de una nueva talla cristifera para la Santa Cena al imaginero José Antonio Navarro Arteaga, que fue bendecida el 13 de junio de 2015 en el Convento de San Esteban, y que se completará con el apostolado proyectado por el mismo autor. Desde 2018 la imagen de Jesús de la Redención preside el altar que se instala junto a la catedral para la procesión del Corpus Christi.

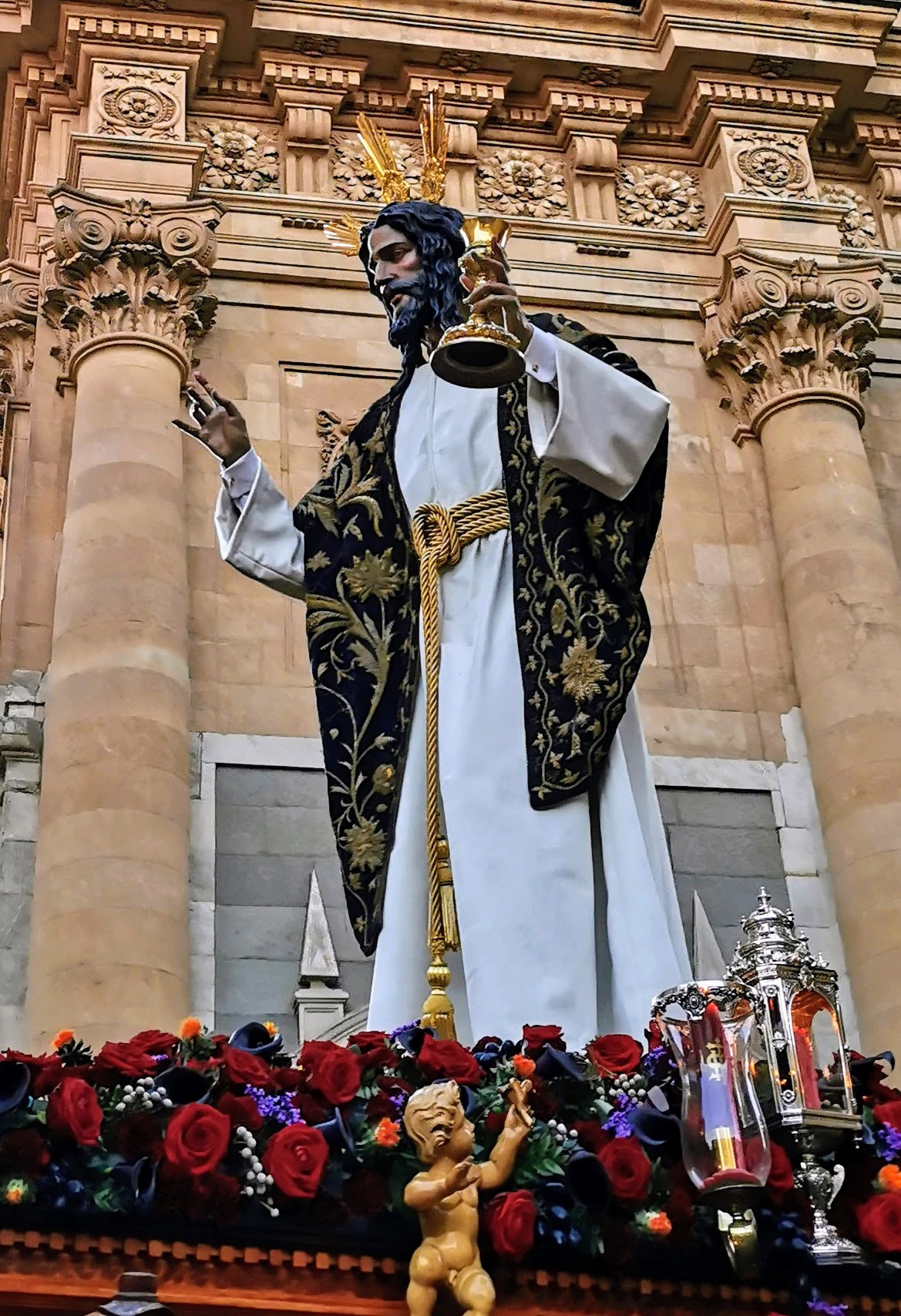
Imagen de N. P. Jesús de la Redención que presidirá el paso de la Santa Cena de la rama penitencial.

El 16 de junio de 2019 quedó erigida canónicamente por el obispo salmantino con la aprobación de sus estatutos. Hasta esa fecha y desde sus orígenes a principios de la Edad Moderna, se trataba de una cofradía erigida por privilegio apostólico por la Orden Dominica. La erección canónica siguió las orientaciones de la Asamblea Diocesana, que recomiendan la integración de las actividades apostólicas promovidas por los institutos de vida consagrada en la pastoral diocesana ordinaria. Una vez erigida canónicamente, la Archicofradía del Rosario participa en la Semana Santa salmantina. El 23 de enero de 2020 fue admitida en la Junta de Cofradías, fijando su primer desfile penitencial para el Sábado de Pasión de ese mismo año desde la Catedral Nueva. La situación generada por la pandemia del coronavirus en España supuso la suspensión de la procesión, para la que se había adaptado el paso de Ntra. Sra. del Rosario para portar la imagen de Jesús de la Redención, que habría estrenado un juego de potencias, túnica y mantolín. En 2021 el capítulo conventual de los Dominicos dio el visto bueno a que el desfile penitencial salga del Convento de San Esteban. Finalmente la Archicofradía realizó su primera estación de penitencia en la Semana Santa de 2022 desde su sede canónica.
El 20 de mayo de 2023 se celebró en la Catedral Nueva la solemne bendición de las imágenes de María Santísima del Dulce Nombre y San Juan Evangelista, realizadas también por Navarro Arteaga. Actuaron como padrinos de la bendición las Madres Dominicas de las Dueñas, el Ayuntamiento y la Junta de Semana Santa de Salamanca y la Hermandad de la Sagrada Cena de Sevilla. Al día siguiente las imágenes fueron trasladadas en procesión al convento de San Esteban.
Cuando se avance en los proyectos patrimoniales y la situación de la cofradía permita contar con el acompañamiento de hermanos suficiente, el desfile contará con el paso de misterio de la Santa Cena, presidido por N. P. Jesús de la Redención, y el paso de palio de la Sacra Conversación entre la Virgen del Dulce Nombre y San Juan Evangelista. Hasta que se complete el paso de misterio, la procesión penitencial se realiza el Sábado de Pasión con la talla de Jesús de la Redención. Una vez esté finalizado el grupo de la Santa Cena, pasará al Jueves Santo.

## Imágenes titulares

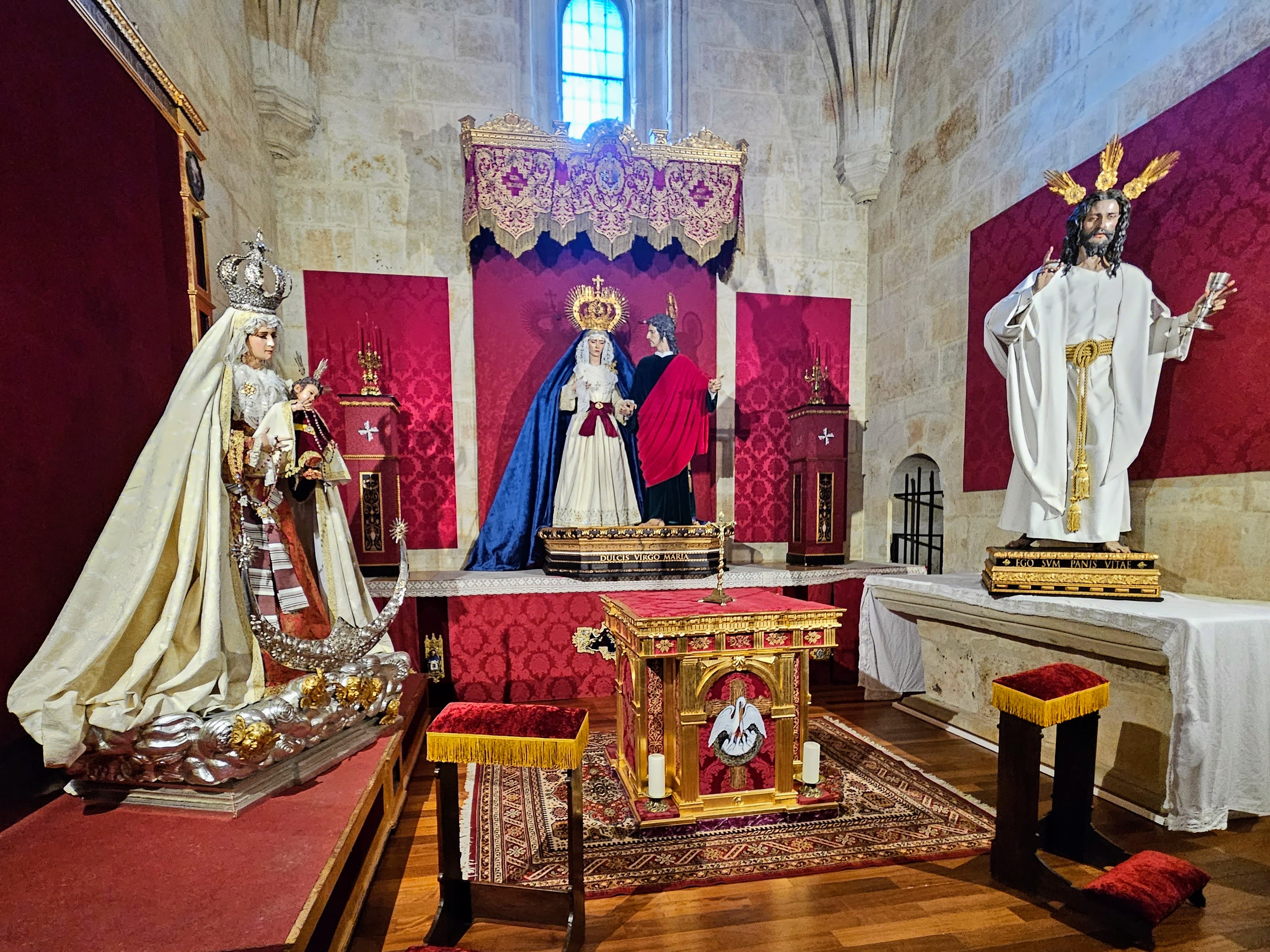
Imágenes de la Archicofradía en su capilla.

- María Santísima Madre de Dios del Rosario: se trata de una imagen de vestir de la Virgen con el Niño realizada en madera de cedro por Sergio Torres Romero en 2009.[22] La imagen luce un manto en terciopelo granate bordado en cordonería, canutillo y lentejuelas de oro adornado con pedrería de cristales tallados blancos y rojos, realizado por Manuel García Bellido. La orla del manto contiene medallones con imágenes de sibilas y profetas, tomados de las pinturas de Miguel Ángel en la Capilla Sixtina, y el centro de la espalda contiene la escena de la Virgen entregando un rosario a Santo Domingo, cuadro de Luca Giordano conservado en el museo nacional Capodimonte de Nápoles.[23]
- N.P. Jesús de la Redención: se trata de una representación de Cristo en la institución de la Eucaristía realizada por José Antonio Navarro Arteaga y bendecida en 2015.[10] Está concebida para el futuro paso de la Santa Cena de la rama penitencial, proyectado por el mismo escultor.[24] En 2022, para primera estación de penitencia, la imagen portó un mantolín cedido por la Hermandad de la Cena de Sevilla, y estrenó túnica de terciopelo en algodón, cíngulo y un juego de potencias en plata sobredorada elaboradas por Joaquín Ossorio.[25] Las potencias, diseñadas por Óscar Rodríguez San Dionisio, muestran las letras griegas Ο Ω Ν que aparece en los nimbos bizantinos tomando la traducción griega del Éxodo 3, 13-14 en el que Dios se identifica como “El que soy” (ὁ ὢν).[26]
- María Santísima del Dulce Nombre: dolorosa de candelero para vestir realizada por Navarro Arteaga en 2019. De actitud doliente, su rostro expresa serenidad.[27] Forma conjunto con la imagen de San Juan. La Virgen apoya su mano en la del discípulo para emprender el camino hacia la Calle de la Amargura.[28] Porta corona de seis imperiales y forma ancha, inspirada en modelos antequeranos del siglo XVIII y castellanos de principios del siglo XVII, compuesta por elementos renacentistas en los imperiales y decoración a candelieri en el canastillo. La ráfaga tiene forma de arco conopial formado por una cenefa con engastes de esmaltes y pedrería de la que nacen rayos de punta y flamígeros. Del interior de la corona pende una gloria en resplandor alusiva al Dulce Nombre de María. El conjunto se remata con una cruz de brillantes y granates de la que penden dos perlas. La presea fue diseñada por Oscar Rodríguez San Dionisio y ejecutada por Joaquín Ossorio.[26]
- San Juan Evangelista: tallado por Navarro Arteaga en 2020, representa al discípulo consolando y acompañando a la Virgen en la calle de la Amargura.[27] Junto a la Virgen del Dulce Nombre forma un grupo escultórico en el que se mezclan estilos de las escuelas andaluza y castellana.[28] Joaquin Ossorio ejecutó para la imagen un nimbo circular formado por una cenefa con pedrería y esmaltes, siguiendo la línea de la corona de la Virgen, que acoge un sol de rayos de punta y flamígeros con el águila del tetramorfos en el centro.[26]
- San Martín de Porres: imagen del titular de la Bolsa de Caridad de la Archicofradía realizada por Manuel Madroñal Isorna en 2018.[29]

## Procesiones
- Procesión de Gloria de María Santísima Madre de Dios del Rosario: se celebra el sábado posterior a 7 de octubre. la cofradía acompaña a la titular gloriosa a la Santa Iglesia Basílica Catedral donde se realiza la adoración al Santísimo Sacramento.[8] La imagen desfila a costal sobre un paso de inspiración renacentista, compuesto por respiraderos, canasto y peana de madera tallada,[30] realizado por los talleres de ebanistería de la hermandad.[31]
- Estación de Penitencia  con N. P. Jesús de la Redención: La procesión de penitencia se realiza el Sábado de Pasión haciendo estación de penitencia con la imagen de Jesús de la Redención, que en el futuro presidirá el paso de la Santa Cena.[14]  Desfila sobre las andas de Ntra. Sra. del Rosario adaptadas con la incorporación de un sobrecanasto y faroles.[15]

## Marchas dedicadas
- Reina del Rosario, dedicada a la Virgen del Rosario, Hugo Sánchez Carpio y David Martín Tavera.[32]
- Rosario, las cuentas de una gloria, dedicada a la Virgen del Rosario, Hugo Sánchez Carpio.[33]
- Un Rosario en tus manos, dedicada a la Virgen del Rosario, Javier García Rodríguez.[34]
- Tu bendición, dedicada a N. P. Jesús de la Redención, José Javier Galiano.[35]
- Ego Sum Panis Vitae, dedicada a N. P. Jesús de la Redención, Hugo Sánchez Carpio.[33]

## Indumentaria
En el desfile de la titular gloriosa que se celebra en octubre, los archicofrades visten traje de calle y alumbran a la Virgen del Rosario con cirios blancos.
El hábito de la rama penitencial se compone de túnica blanca de cola que habrá de portarse directamente en el brazo por fuera del cinturón, realizado en abacá, capirote también blanco, sandalias de cuero oscuro de dos tiras y talón cubierto con calcetines blancos lisos. El capirote lleva a la altura del pecho el Cristograma JHS en terciopelo carmesí.

## Cultos y actividades
En febrero, coincididiendo con la celebración de las Candelas, se celebran cultos en honor de María Santísima Madre de Dios del Rosario, con eucaristía y besamanos a la imagen.
En cuaresma se celebra triduo doloroso en honor a N.P. Jesús de la Redención, la Virgen del Dulce Nombre y San Juan, con rezo del rosario, eucaristía y exposición eucarística, que precede a la celebración de la función solemne de la Archicofradía.
El 30 de abril, se celebra solemne eucaristía en honor a San Pío V y a finales de mayo, junto con la Legión de María, participa en el Rosario de la Aurora.
Antes del Jueves de Corpus, la Archicofradía celebra un triduo en honor a Nuestro Padre Jesús de la Redención. En la celebración del Corpus Christi, la imagen de N. P. Jesús de la Redención es trasladada a la Catedral Nueva para presidir la vigilia del Corpus la noche del sábado, y el altar que se monta junto a la Puerta de Ramos, donde finaliza la procesión diocesana del domingo. La Octava del Corpus la Archicofradía rinde culto al Santísimo Sacramento, con eucaristía y procesión claustral con el Santísimo junto a la comunidad dominica.
La archicofradía celebra solemne novena a Ntra. Sra. del Rosario en la iglesia de San Esteban, que concluye con la eucaristía de la Fiesta principal de Instituto y procesión con la imagen por el claustro de los Reyes el 7 de octubre.
A principios de noviembre se celebra solemne triduo en honor a San Martín de Porres, patrón de la Bolsa de Caridad de la archicofradía, y el 27 de diciembre, se celebra una eucaristía en honor a San Juan Evangelista, patrón del Grupo Joven.
El 28 de diciembre organiza el festival benéfico Ningún niño sin juguete, con una cabalgata por el centro de la ciudad en la que se va haciendo recogida de juguetes a beneficio de Cruz Roja, y una chocolatada a su conclusión a beneficio del Comedor de los pobres.